# Джерманія (Вісконсин)
Джерманія (англ. Germania) — місто (англ. town) в США, в окрузі Шавано штату Вісконсин. Населення — 343 особи (2020).

## Демографія
Згідно з переписом 2010 року, у місті мешкали 332 особи в 145 домогосподарствах у складі 105 родин. Було 171 помешкання
Расовий склад населення:
| - 97,0 % — білих - 1,5 % — корінних американців - 1,2 % — азіатів |

До двох чи більше рас належало 0,0 %. Частка іспаномовних становила 0,3 % від усіх жителів.
За віковим діапазоном населення розподілялося таким чином: 15,4 % — особи молодші 18 років, 60,2 % — особи у віці 18—64 років, 24,4 % — особи у віці 65 років та старші. Медіана віку мешканця становила 50,5 року. На 100 осіб жіночої статі у місті припадало 117,0 чоловіків;  на 100 жінок у віці від 18 років та старших — 114,5 чоловіків також старших 18 років.
Середній дохід на одне домашнє господарство  становив 62 579 доларів США (медіана — 54 821), а середній дохід на одну сім'ю — 67 681 долар (медіана — 64 107). Медіана доходів становила 45 417 доларів для чоловіків та 32 500 доларів для жінок. За межею бідності перебувало 5,5 % осіб, у тому числі 12,5 % дітей у віці до 18 років та 2,2 % осіб у віці 65 років та старших.
Цивільне працевлаштоване населення становило 171 особа. Основні галузі зайнятості: виробництво — 40,9 %, освіта, охорона здоров'я та соціальна допомога — 15,2 %, мистецтво, розваги та відпочинок — 8,2 %, будівництво — 6,4 %.